# Omólio
Omólio (en grec moderne : Ομόλιο) est un village du dème d'Agiá, dans la périphérie de Thessalie en Grèce.
Selon le recensement de 2011, la population du village compte 606 habitants.